# Equipo Crónica
Equipo Crónica (in spagnolo Gruppo/squadra-cronaca) e Crónicas de la realidad (Cronache della realtà) sono due termini che designano un gruppo di pittori pop art spagnoli, attivo dal 1965 al 1981. È stato fondato da Rafael Solbes, Manuel Valdés e Juan Antonio Toledo.
L'Equipo Crónica si allontanò dall'informalismo per coltivare una pittura figurativa nei limiti della pop arte. Partiva dall'analisi critica del regime franchista e della storia dell'arte e si ispirava ad opere quali Guernica di Pablo Picasso e Las Meninas di Diego Velázquez.
Da ciò prende vita una miscela di realismo, critica e pop, con incontri pittorici, anacronismi e pastiche agrodolci. Il tutto con entusiasmo ma poca allegria per l'ombra del regime su tutte le opere dell'Equipo Crónica. Dipinti e serigrafie parodiavano i ritratti di Velázquez utilizzati in quel periodo nei cartelloni pubblicitari del Ministerio de Información y Turismo di Manuel Fraga. Davanti all'immagine grandiosa e pittoresca che il regime franchista voleva dare della Spagna, i pittori dell'Equipo Crónica utilizzavano l'ironia.
L'Equipo Crónica produsse dipinti di grandi dimensioni, sculture e stampe in serie. Tra i musei che ospitano le loro opere, si ricordano l'IVAM di Valencia e il Museo Reina Sofía di Madrid.